# The Doors (саундтрек)
The Doors: Original Soundtrack Recording — компіляція пісень з фільму режисера Олівера Стоуна «The Doors», яка була видана навесні 1991 року.
Більшість композицій представлених на збірці це пісні «The Doors» причому не тільки пісні, але і поеми Моррісона, які були видані вже після його смерті на альбомі An American Prayer.
Під час зйомок фільму, виконавець головної ролі Вел Кілмер (він грав Моррісона), самостійно заспівав усі пісні, однак жодна з тих пісень у його виконанні, які були показані у фільмі, не були включені в цей саундтрек.

## Треклист
Авторами всіх пісень є Джим Моррісон, Роббі Крігер, Рей Манзарек, Джон Денсмор, крім тих випадків де відміченно.
1. «The Movie» — 1:06
2. «Riders on the Storm» — 7:01
3. «Love Street» — 2:48
4. «Break On Through (To the Other Side)» — 2:26
5. «The End» — 11:42
6. «Light My Fire» — 7:06
7. «The Ghost Song» (edit) — 2:55
8. «Roadhouse Blues» (Live) — 5:20
9. «Heroin» (Лу Рід) виконують The Velvet Underground та Ніко — 7:08
10. «Карміна Бурана: Вступ» (Карл Орф) у виконанні The Atlanta Symphony Orchestra and Chorus — 2:32
11. «Stoned Immaculate» — 1:34
12. «When the Music's Over» — 10:56
13. «The Severed Garden (Adagio)» (Альбіноні) — 2:11
14. «L.A. Woman» — 7:49

## Учасники

### The Doors
- Джим Моррісон — вокал, гармоніка
- Роббі Крігер — лід-гітара
- Рей Манзарек — орган
- Джон Денсмор — барабани

## Чарти
| Чарти (1991)                                         | Найвища позиція |
| ---------------------------------------------------- | --------------- |
| Австралія Australian Albums (ARIA)                   | 11              |
| Австрія Austrian Albums (Ö3 Austria)                 | 4               |
| Нідерланди Dutch Albums (MegaCharts)                 | 36              |
| Німеччина German Albums (Offizielle Top 100)         | 6               |
| Нова Зеландія New Zealand Albums (Recorded Music NZ) | 4               |
| Норвегія Norwegian Albums (VG-lista)                 | 4               |
| Швейцарія Swiss Albums (Schweizer Hitparade)         | 3               |

## Сертифікації
| Регіон                                                                                          | Сертифікація | Продажі   |
| ----------------------------------------------------------------------------------------------- | ------------ | --------- |
| Австралія (ARIA)                                                                                | Золотий      | 35 000^   |
| Бразилія (ABPD)                                                                                 | Золотий      | 100 000*  |
| Канада (Music Canada)                                                                           | Платиновий   | 100 000^  |
| Франція (SNEP)                                                                                  | Платиновий   | 300 000*  |
| Німеччина (BVMI)                                                                                | Золотий      | 250 000^  |
| Іспанія (PROMUSICAE)                                                                            | Золотий      | 50 000^   |
| Швейцарія (IFPI Switzerland)                                                                    | Золотий      | 25 000^   |
| Велика Британія (BPI)                                                                           | Золотий      | 100 000^  |
| США (RIAA)                                                                                      | Платиновий   | 1 000 000 |
| *продажі, що базуються лише на сертифікаціях ^відвантаження, що базуються лише на сертифікаціях |              |           |